# Tura dolžnosti
Túra dolžnósti (angleško tour of duty) je vojaški strokovni izraz, ki označuje neko točno določeno obdobje, ki ga preživi mornar na krovu plovila oziroma vojak/letalec, ki je nameščen v tuji državi.
Med drugo svetovno vojno je bila tura dolžnosti bombniških posadk pripadnikov RAFa določena z opravljenimi 30 poleti, ki so jih lahko opravili tudi v 12 mesecih. Med vietnamsko vojno so morali Američani preživeti 18 mesecev za eno turo.
V primeru, če pripadnik oboroženih sil odsluži svoj čas (je zaključil svojo turo), ga po navadi odstranijo z bojišča in ga pošljejo na zaledno delo oziroma ga častno odpustijo.